# Euralis
Euralis — французский сельскохозяйственный кооператив. Производит семена, кукурузу и другие зерновые, фрукты и овощи, занимается разведением и переработкой домашней птицы и крупного рогатого скота. Штаб-квартира расположена в коммуне Лескар (департамент Атлантические Пиренеи, регион Новая Аквитания).

## История

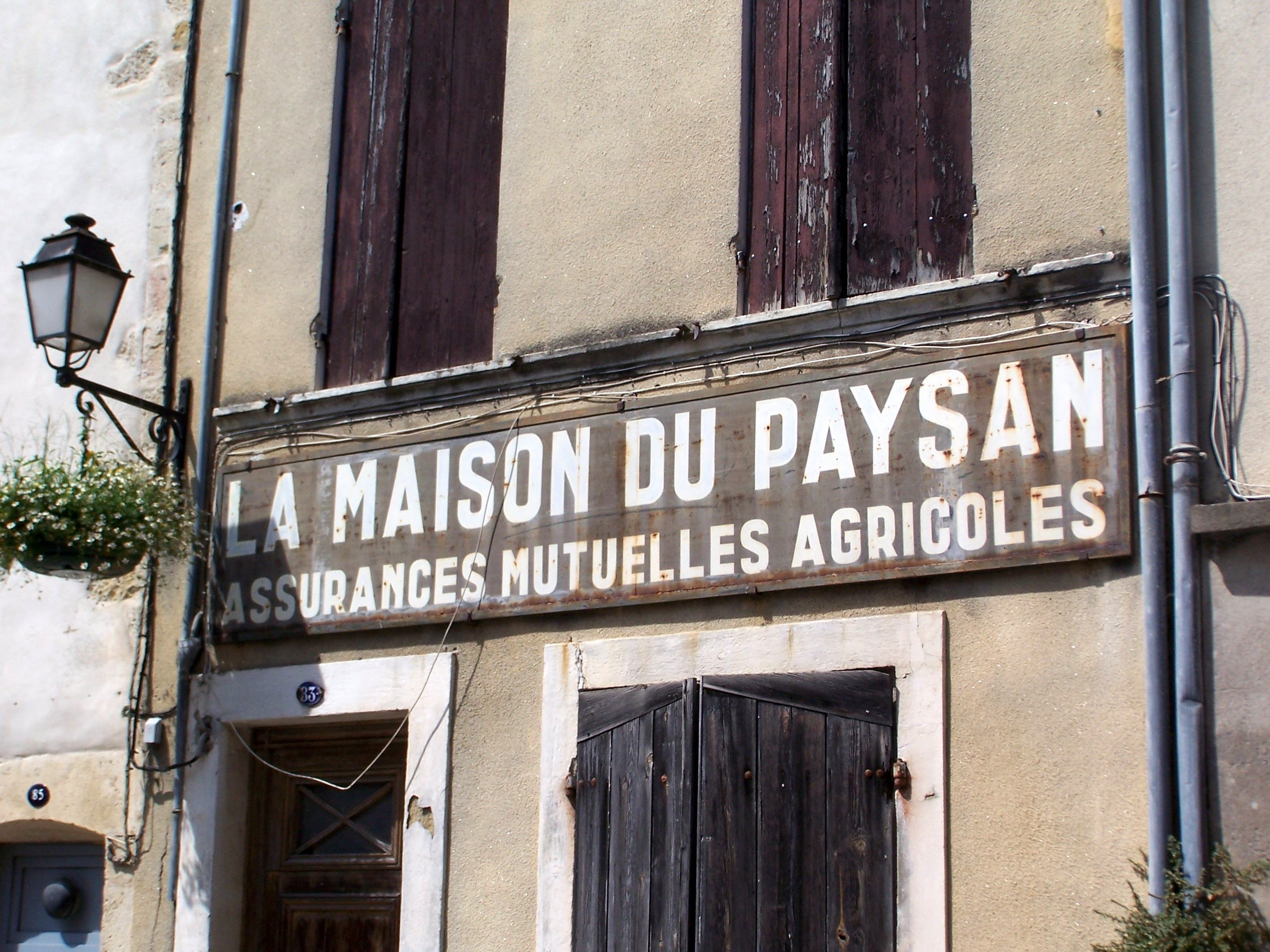
Старая вывеска Maison du Paysan в Ла-Реоле

Кооператив был основан в 1936 году под названием Coopérative de Blé du Bassin de l’Adour («Пшеничный кооператив бассейна Адура»). В 1950-х годах кооператив начал переходить с пшеницы на кукурузу. В конце 1960-х годов началось строительство специализированных кукурузных элеваторов, а в 1970-х годах было создано подразделение по производству семян и выведению новых сортов зерновых. В 1975 году кооператив стал поставщиком кукурузы для американского бренда консервированных и замороженных овощей Green Giant. В 1977 году начала развиваться сеть фермерских магазинов Maison du Paysan («Дом крестьянина»).
В 1985 году кооператив сменил название на Coop de Pau. В начале 1990-х годов было заключено соглашение о поставках кукурузы и зелёного горошка для Bonduelle. В 1991 году был поглощён винодельческий кооператив COOPASSO, базировавшийся в Бордо. В середине 1990-х годов годовой оборот Coop de Pau составлял 500 млн евро. В 1994 году было создано партнёрство с птицеводческим кооперативом Codigers. В конце 1990-х годов были поглощены кооператив производителей говядины CELPA и свиноводческий кооператив FIPSO. После этого расширения кооператив сменил название на Euralis.
Подразделение деликатесов появилось у кооператива в 1995 году с покупкой компании Grimaud Montfort Distribution (GMD), второго крупнейшего во Франции производителя фуа-гра; в 2002 году был куплен ещё один производитель этого продукта, компания Rougié Bizac International. В 2005 году эти 2 компании были объединены в подразделение Euralis Gastronomy, которое стало крупнейшим в мире производителем фуа-гра. Также в 2005 году была куплена компания Papillote, производитель кулинарных изделий для парижского региона. В июне 2006 года была куплена доля в компании Stalaven, бретонском производителе деликатесов; в 2010 году она была поглощена полностью. В 2017 году была приобретена компания Teyssier.
В сентябре 2020 года произошло слияние подразделения семян Euralis Semences с компанией Caussade Semences, в результате образовалась дочерняя компания Lidea, которая вошла в десятку крупнейших в мире поставщиков семян полевых культур.

## Деятельность
По состоянию на 2024 год членами кооператива были 5625 фермеров. Центром деятельности является юго-запад Франции. Зарубежные филиалы имеются в Бельгии, Болгарии, Германии, Испании, Италии, Канаде, Китае, Мексике, Молдове, Польше, России, Румынии, Сербии, Словакии, США, Турции, Украине, Чехии, Чили и Японии.
Подразделения по состоянию на 2023/24 финансовый год:
- сельское хозяйство — производство растительной (зерновые и масличные культуры, овощи, киви) и животной продукции (утки, гуси, крупный рогатый скот), фермерские магазины, солнечная энергетика; 39 % выручки;
- семена — выведение новых сортов, производство и продажа семян под брендом Lidea (кукуруза, подсолнечник, рапс, соя и другие); 27 % выручки;
- утки (Euralis Gastronomy) и партнёрства — производство фуа-гра и другой продукции из уток под брендами Rougié и Maison Montfort, а также поставки кукурузы и овощей на консервные заводы Bonduelle и Green Giant[англ.]; 27 % выручки;
- кейтеринг — производство хлебобулочных и мясных изделий под брендами Qualité Traiteur, Stalaven и Teyssier; 7 % выручки.